# 大叶石斑木
大叶石斑木（学名：Rhaphiolepis major）为蔷薇科石斑木属下的一个种。

## 扩展阅读
維基物種上的相關：大叶石斑木